# Mračňák

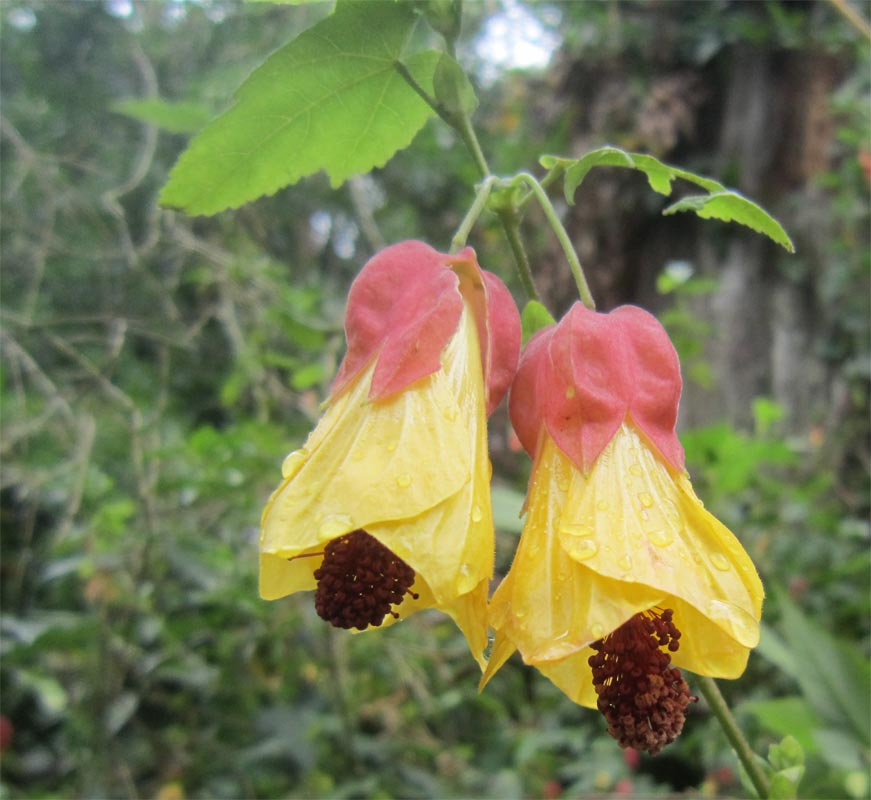
Květy mračňáku Abutilon megapotamicum

Mračňák (Abutilon) je rod vyšších dvouděložných rostlin z čeledi slézovité (Malvaceae). Jsou to byliny i dřeviny s nápadnými květy a jednoduchými listy s dlanitou žilnatinou, rozšířené zejména v tropech a subtropech. Do České republiky je zřídka jako plevel zavlékán mračňák Theophrastův. Některé druhy a hybridy jsou pěstovány jako okrasné rostliny, mračňák Theophrastův je v Asii pěstován pro vlákna.

## Popis
Mračňáky jsou byliny, polokeře, keře nebo nevelké stromy s jednoduchými střídavými listy. Listy jsou většinou celistvé nebo výjimečně dlanitě laločnaté, řapíkaté, s dlanitou žilnatinou. Báze listů je srdčitá, na okraji jsou vroubkované nebo pilovité. Palisty jsou většinou opadavé. Květy jsou žluté nebo oranžové, řidčeji červené, často s tmavým středem, jednotlivé, v párech nebo v chudých okolících, které mohou být uspořádané ve vrcholových latách. Kalich je zvonkovitý, s 5 laloky. Kalíšek není vyvinut. Koruna je nálevkovitá až kolovitá, výjimečně trubkovitá, složená z 5 na bázi srostlých korunních lístků. Tyčinek je mnoho a jsou nahloučené na konci dlouhé trubičky vzniklé srůstem nitek. Semeník je svrchní, srostlý obvykle ze 7 až 20 plodolistů. V každém plodolistu je 2 až 9 vajíček. Čnělka je na konci rozvětvená, počet ramen odpovídá počtu plodolistů. Plod je poltivý (schizokarp), kulovitý až polokulovitý, za zralosti se rozpadající na 7 až 20 plůdků (merikarpií). Semena jsou ledvinovitá, lysá nebo lehce chlupatá.

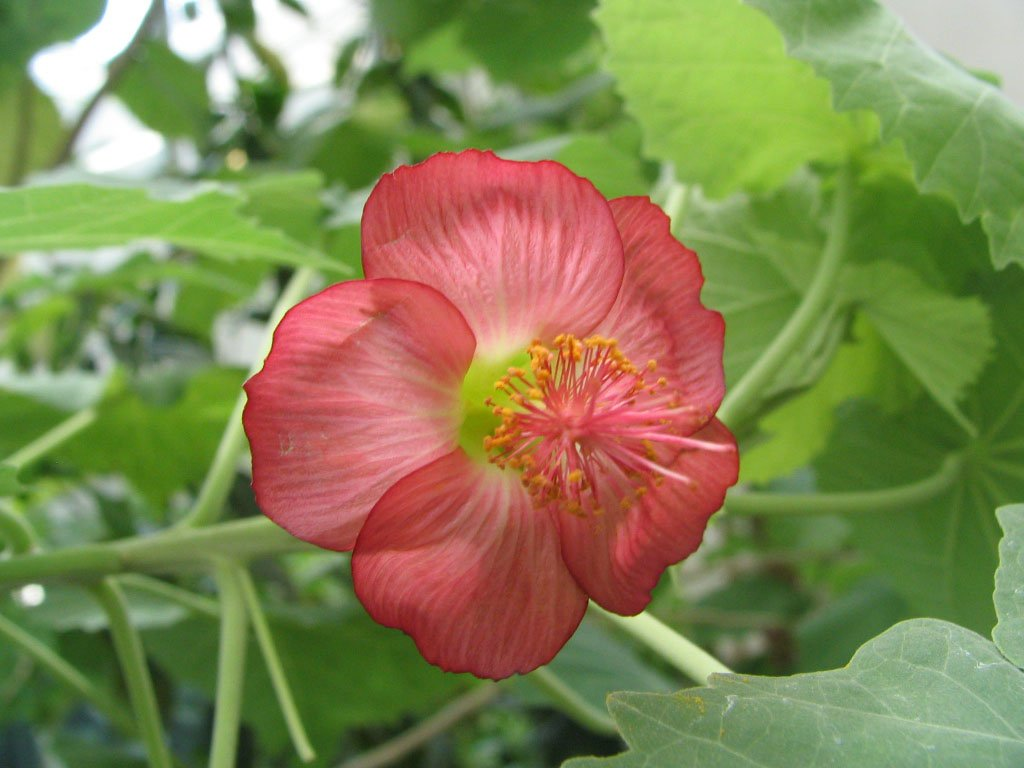
Květ mračňáku Abutilon menziesii
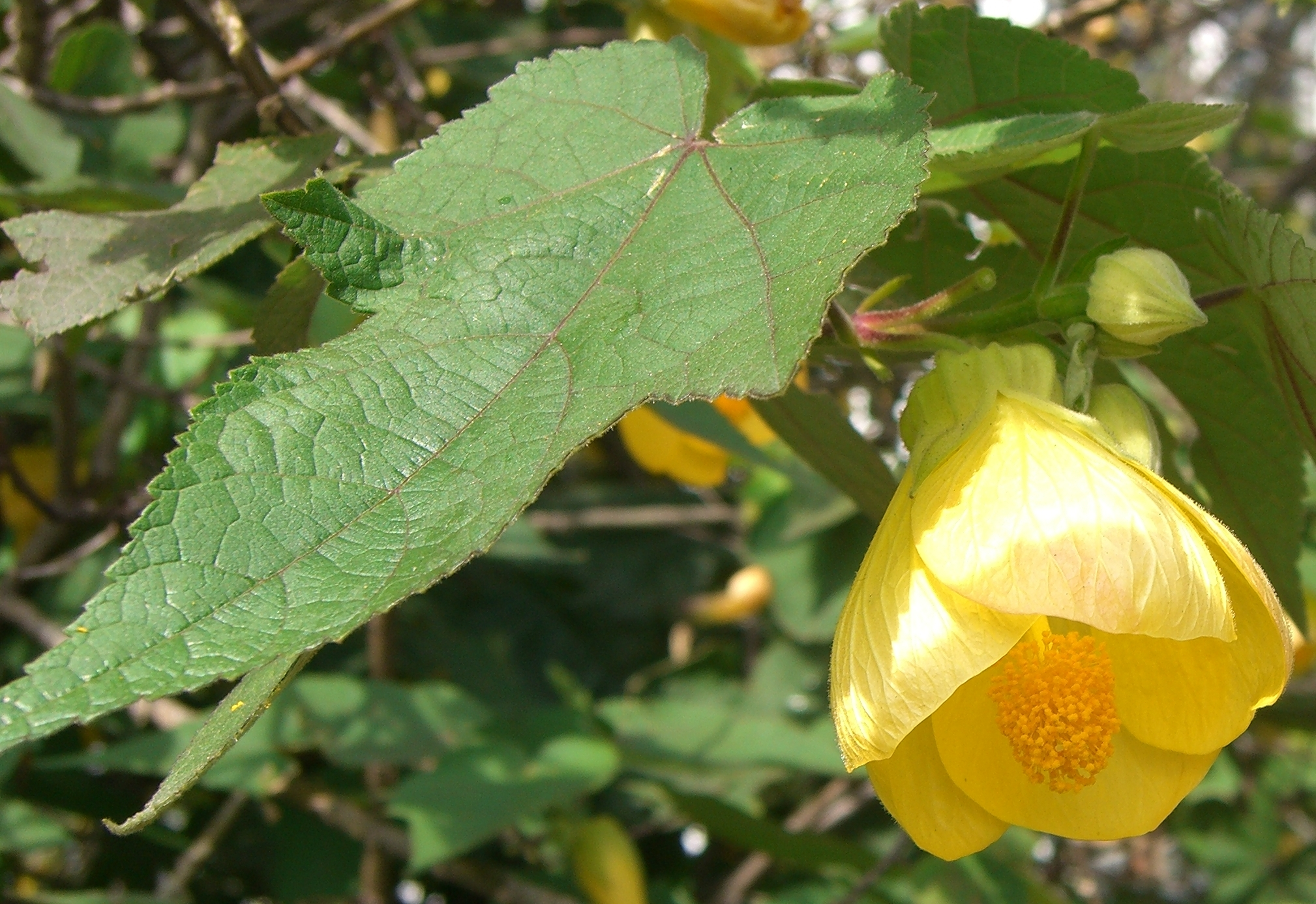
List a květ mračňáku Abutilon pictum
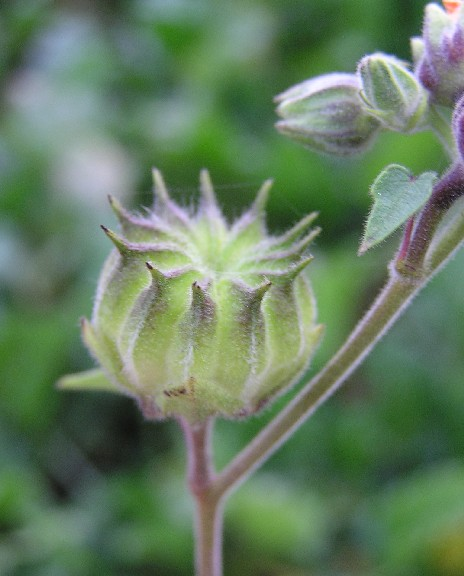
Plod mračňáku Theophrastova

## Rozšíření
Rod mračňák zahrnuje asi 200 druhů. Je rozšířen v tropech a subtropech celého světa. Některé druhy se rozšířily jako plevelné rostliny v tropických oblastech celého světa. V Evropě se vyskytuje jediný druh, mračňák Theophrastův (Abutilon theophrasti), rozšířený od východního Středomoří po východní Asii. V Jižní Americe se mračňáky vyskytují zejména v sušších vnitřních údolích And.
V České republice není žádný druh původní, jako málo významný plevel je do teplejších oblastí zřídka zavlékán mračňák Theophrastův (Abutilon theophrasti).

## Rozlišovací znaky
Od většiny jiných podobných slézovitých rostlin se mračňák liší nepřítomností kalíšku na květech a poltivými plody, rozpadajícími se na plůdky obsahující více semen. Charakteristický je též tvar plodů.

## Zástupci
- mračňák indický (Abutilon indicum)
- mračňák Theophrastův (Abutilon theophrasti)
- mračňák velkolistý (Abutilon grandifolium)[2][5]

## Význam

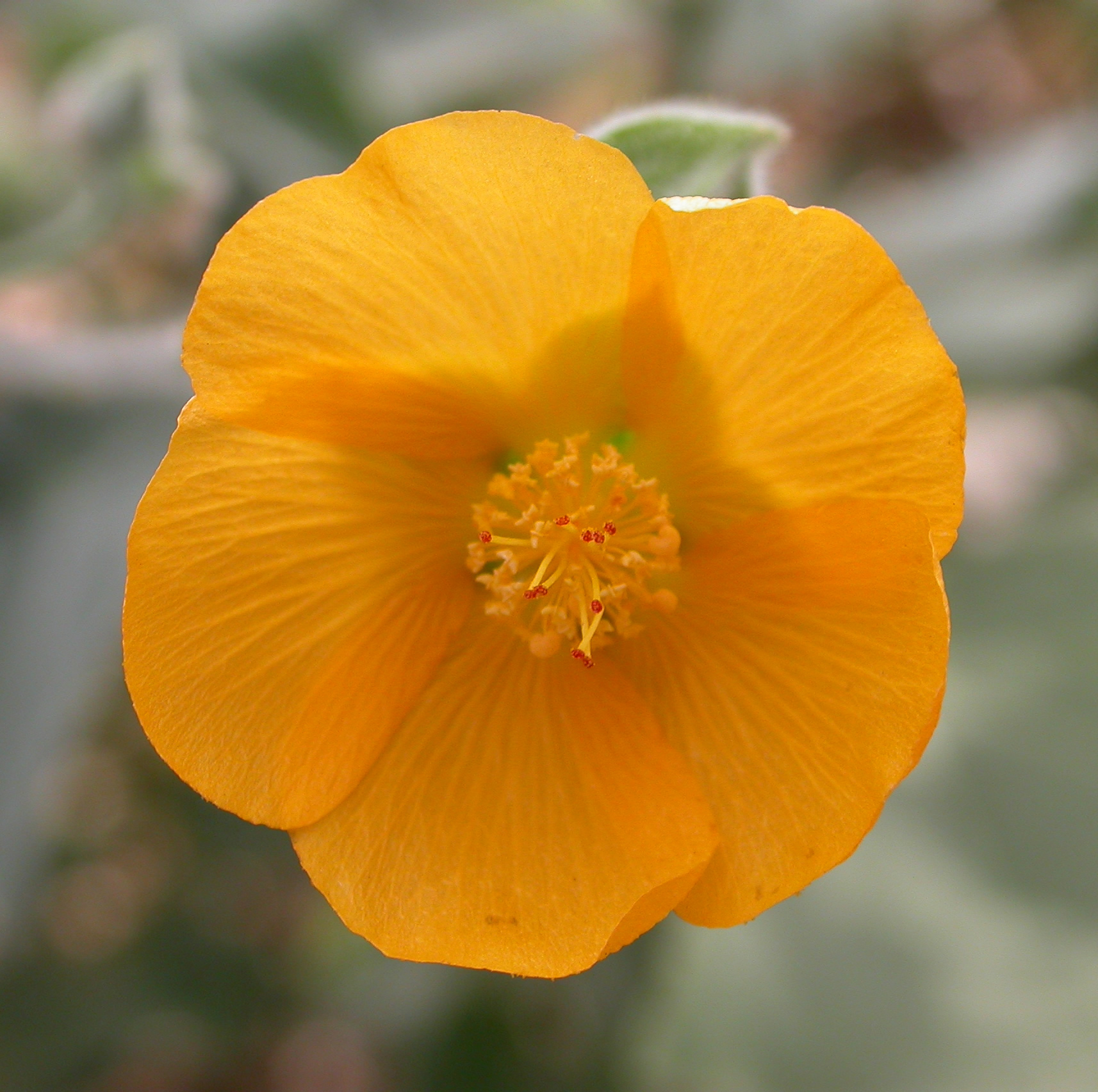
Květ mračňáku Abutilon palmeri

Některé druhy mračňáku jsou pěstovány jako okrasné rostliny, zejména Abutilon pictum. V České republice se jako pokojové rostliny pěstují zejména kříženci několika vesměs jihoamerických druhů, označované většinou jako Abutilon x hybridum. V tropech a subtropech se jako okrasné rostliny pěstují americké druhy Abutilon chittendenii, A. megapotamicum a A. palmeri. V českých botanických zahradách se lze zřídka setkat s některými dalšími druhy, jako je Abutilon sonneratianum či A. darwinii.
Mračňák Theophrastův (A. theophrasti) je v Asii pěstován pro lýko, z něhož se zhotovují hrubší tkaniny, pytle a podobně. Má využití i jako léčivá rostlina a zdroj oleje.